# ليوناردز (ويسكونسن)
ليوناردز مدينة في مقاطعة بيلفيلد، ويسكونسن، الولايات المتحدة الأمريكية.